# Isabelle de Valois (1389–1409)
Isabelle de Valois LG (auch Isabelle de France oder Isabella of France genannt; * 9. November 1389 in Paris; † 13. September 1409 in Blois) war eine Prinzessin von Frankreich sowie, noch im Kindesalter stehend, von 1396 bis 1399 als zweite Gemahlin Richards II. Königin von England. Nach der Ermordung ihres Gatten (1400) kehrte sie nach Frankreich zurück und heiratete 1406 ihren elfjährigen Cousin, den künftigen Herzog Charles d’Orléans. Sie starb bei der Geburt ihrer einzigen Tochter Johanna im Kindbett.

## Leben

### Abstammung und Eheprojekte
Isabelle war das dritte Kind und die zweite Tochter von König Karl VI. von Frankreich und seiner Gattin Isabeau de Bavière. Ihre beiden älteren Geschwister Charles und Jeanne verstarben noch im Kleinkindalter. Sie hatte ferner neun jüngere Geschwister, von denen u. a. Karl (VII.) 1422 den französischen Thron bestieg und Catherine 1420 als Gemahlin Heinrichs V. zur englischen Königin avancierte.
Von frühester Kindheit an wurde die 1389 im Louvre in Paris geborene Isabelle in die dynastische Heiratspolitik einbezogen. Schon im Alter von zwei Jahren wurde sie am 15. Dezember 1391 mit Johann (I.), dem sechsjährigen Sohn des Grafen Peter II. von Alençon, verlobt. Doch sollte dieses Eheprojekt nicht verwirklicht werden.

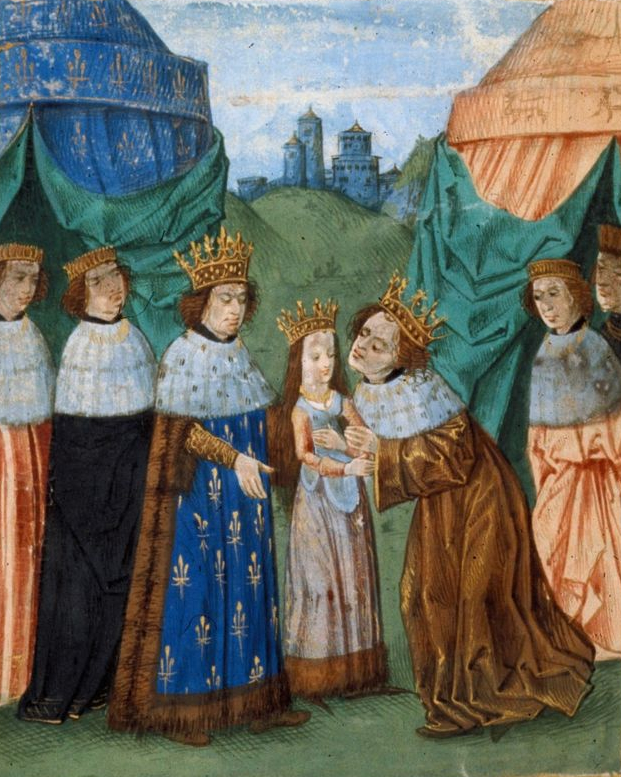
König Karl VI. von Frankreich übergibt seine Tochter Isabelle an König Richard II. von England. Darstellung aus dem 15. Jahrhundert.

Bald nach dem Tod seiner ersten Ehefrau Anne von Böhmen (7. Juni 1394) sah sich der bislang kinderlos gebliebene König Richard II. von England nach einer neuen Gemahlin um. Schon im August 1394 schickte er Gesandte u. a. nach Frankreich, die allerdings noch nicht explizit um eine Braut für den englischen König warben. Im März 1395 reiste aber eine englische Delegation auf ausdrückliche Brautschau für ihren Souverän nach Aragón. Die französische Regierung, deren Land den Hundertjährigen Krieg gegen England führte, betrachtete ein mögliches Bündnis ihres Kriegsgegners mit Aragón sorgenvoll und schickte umgehend Gesandte zu dem auf einer militärischen Intervention in Irland befindlichen Richard II. Bei den darauffolgenden Heiratsverhandlungen entschied sich der damals 28-jährige englische König für die erst fünfjährige Isabelle. Beide Seiten hatten Interesse an einem Frieden. Aufgrund der zunehmenden, schubweise auftretenden Geisteskrankheit Karls VI. lag die Gestaltung der französischen Politik maßgeblich in den Händen des Herzogs Philipp des Kühnen, dem auch aus Sorge um die Sicherung der Wirtschaft seines eigenen burgundischen Staates viel an einem englisch-französischen Frieden gelegen war. Richard II. wiederum konnte so seine Stellung gegenüber seinen innenpolitischen Opponenten stärken. Das Eheprojekt hatte aber auch viele Gegner, so insbesondere Ludwig von Orléans sowie den jüngsten Onkel des englischen Königs, Herzog Thomas von Gloucester.

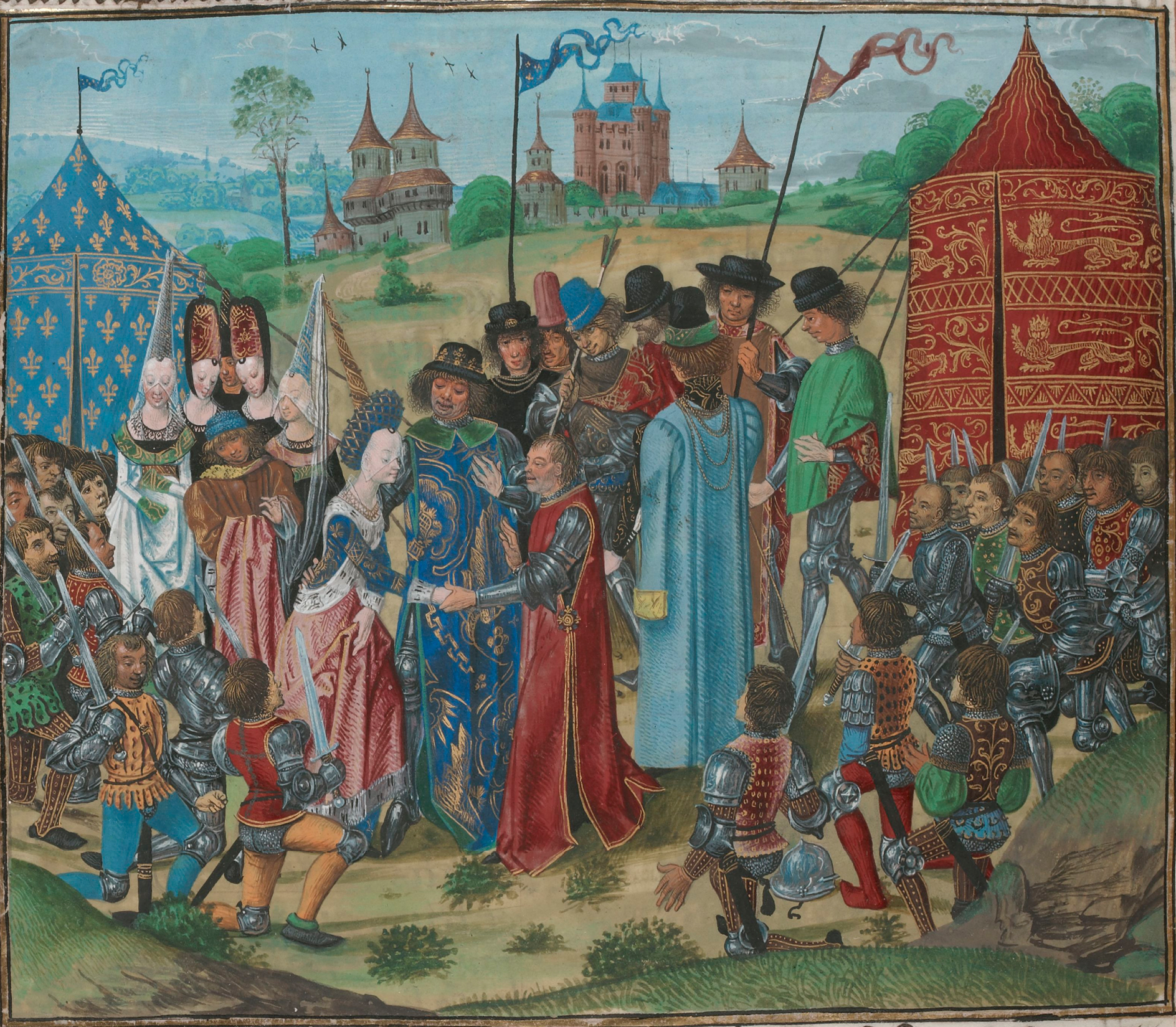
Die Hochzeit von Isabelle und Richard aus dem 15. Jahrhundert

In einem Mitte 1395 im Auftrag Karls VI. an den englischen König gerichteten Brief empfahl der französische Diplomat und Schriftsteller Philippe de Mézières die Heirat Isabelles u. a. mit der Begründung, dass sie aufgrund ihres sehr jugendlichen Alters leichter Richards Wünschen entsprechend zu erziehen sei. Im Juli 1395 reiste auch eine erste hochrangige, vom Earl Marshal und Earl of Nottingham, Thomas Mowbray, angeführte englische Delegation nach Paris. Laut dem französischen Chronisten Jean Froissart soll die kleine Königstochter gegenüber Mowbray selbständig und unaufgefordert ihrer Freude Ausdruck verliehen haben, die Gemahlin Richards II. zu werden, da sie dann eine große Dame wäre.
Im nächsten Jahr kam eine zweite englische Gesandtschaft in die französische Hauptstadt, und nun wurde der endgültige Heiratsvertrag am 9. März 1396 abgeschlossen. Dessen Klauseln sahen Isabelles Verzicht auf ihr französisches Thronrecht vor und brachten dem englischen König eine große Mitgift seiner Braut von 800.000 Goldfrancs ein, was etwa den Staatseinnahmen eines ganzen Jahres entsprach. Eine erste Tranche von 300.000 Francs war sofort, der Rest in jährlichen Raten von 100.000 Francs zu zahlen. Nur der sogleich auszuzahlende Geldbetrag sollte dem englischen Fiskus unter allen Umständen bleiben, die restliche überwiesene Summe jedoch für den – später tatsächlich eingetretenen – Fall zurückerstattet werden, dass Richard II. vor Isabelles zwölftem Lebensjahr stürbe. In diesem Fall sollte Isabelle auch mit ihrem ganzen Besitz ungehindert zu ihren Eltern zurückkehren dürfen. Da sich aufgrund der unlösbaren Frage bezüglich des künftigen Status des unter englischer Kontrolle stehenden Calais kein dauerhafter Friedensschluss aushandeln ließ, wurde gleichzeitig in einem separaten Abkommen zumindest ein 28-jähriger Waffenstillstand zwischen Frankreich und England vereinbart. Diese unrealistisch anmutende Länge wurde wohl deshalb gewählt, um die Ernsthaftigkeit des Friedenswillens beider Parteien zu bekunden. Als Stellvertreter des englischen Königs vollzog Mowbray am 12. März 1396 die Ferntrauung mit Isabelle in der Saint-Chapelle.

### Hochzeit mit Richard II.
Ein gutes halbes Jahr später machte sich die mit großer Pracht ausgestattete Prinzessin, begleitet von ihrem Vater und einem hochrangigen Gefolge von über 100 Personen, dem u. a. der burgundische Herzog angehörte, auf den Weg nach Calais zu ihrer tatsächlichen Heirat mit ihrem königlichen Bräutigam. In Ardres traf Karl VI. mit Richard II. am 27. und 28. Oktober 1396 zusammen, und an letzterem Tag nahm der englische Herrscher seine künftige kleine Gemahlin in Empfang. Sie wurde der Obhut der Herzoginnen von Lancaster und Gloucester anvertraut. An der Spitze ihres französischen Gefolges stand die Dame de Courcy. Die vom erst seit kurzem amtierenden Erzbischof von Canterbury, Thomas Arundel, geleitete Hochzeit des Königspaares fand am 4. November in der Kirche Saint-Nicolas in Calais statt. Nach Erhalt der versprochenen ersten Rate der Mitgift von 300.000 Goldfrancs setzten Richard II. und seine Gemahlin nach Dover über. Am 23. November 1396 hielt Isabelle ihren feierlichen Einzug in London. Sie wurde von Thomas Arundel am 5. Januar 1397 in der Westminster Abbey zur Königin gekrönt. Angeblich kamen bei diesem Ereignis mehrere Personen in dem Gedränge ums Leben, als sie einen Blick auf die junge Königin erhaschen wollten.

### Heimkehr nach Absetzung und Tod Richards II.
Obwohl die Eheverbindung aus rein politischen Gründen zustande gekommen war, entwickelte sich zwischen dem englischen König und seiner Kind-Gattin eine respektvolle Beziehung. Isabelle lebte getrennt von ihm und residierte meist auf Schloss Windsor, bisweilen aber auch an anderen Orten in der Nähe Londons. Richard II. sorgte für ihre standesgemäße Erziehung. Er übte allerdings eine immer tyrannischere Willkürherrschaft aus und rief damit eine wachsende Opposition hervor. Insbesondere rechnete er mit seinen ehemaligen politischen Widersachern, den sogenannten Appellanten, grausam ab. Als er nach dem Tod von John of Gaunt, 1. Duke of Lancaster (3. Februar 1399) dessen Güter für die englische Krone einzog und dessen auf zehn Jahre exilierten Sohn und Erben Heinrich Bolingbroke nun sogar auf Lebenszeit verbannte, wollte dieser seine völlige Entmachtung in England keineswegs akzeptieren. Der König schenkte den Anzeichen einer drohenden Revolution aber anscheinend keine Aufmerksamkeit, sondern begab sich, nachdem er Ende Mai 1399 seine Gemahlin in Windsor mit prächtigen Turnieren unterhalten und sich danach von ihr verabschiedet hatte, auf einen erneuten Kriegszug gegen aufrührerische irische Adlige. Weil ihm vor allem die Verschwendungssucht der Dame de Coucy ein Dorn im Auge gewesen war, wurde nun gemäß seinem Befehl Isabelles französisches Gefolge entlassen. Nur eine der französischen Hofdamen und der Beichtvater der Königin durften bleiben, was in ihrer Heimat große Entrüstung hervorrief. Isabelle siedelte bald zu ihrem Schutz in das in Oxfordshire gelegene Wallingford Castle über.

Isabelles Wappen

Heinrich Bolingbroke nutzte die Abwesenheit des Königs, um im Juli 1399 mit wenigen Anhängern an der Küste von Yorkshire zu landen. Er fand rasch weitverbreitete Unterstützung. Der Herzog von York, der von Richard II. als Regent des Königreichs eingesetzt worden war, gab die Königin in die Obhut einiger Vertrauter Richards. Bald geriet Isabelle aber in die Hände des Invasors und musste fortan in der Residenz des Bischofs von Salisbury in Sonning nahe Reading leben. Von seinen Truppen in Stich gelassen, wurde der englische Monarch selbst von seinem Gegenspieler in eine Falle gelockt und als Gefangener nach London überstellt. Dabei soll er nach einer unhistorischen Überlieferung seiner Gattin begegnet sein, wobei es zu einer herzzerreißenden, von William Shakespeare in seiner Tragödie Richard II. noch ausgemalten Szene gekommen sei; in Wirklichkeit kam es nie wieder zu einem Treffen zwischen dem Königspaar. Jedenfalls litt der gefangengesetzte Souverän aber sehr unter seiner dauerhaften Trennung von seiner Gemahlin. Ende September 1399 wurde er abgesetzt und Heinrich Bolingbroke trat als Heinrich IV. seine Nachfolge an.
Die bald nach der Machtübernahme Heinrichs IV. nach Paris geschickten Gesandten drängten auf eine Heiratsallianz, wobei der neue König wohl die Vermählung seines Sohns, des späteren Heinrich (V.), mit der nur wenig jüngeren Isabelle im Sinn hatte. Der französische Hof ging jedoch auf dieses Angebot nicht ein. Als im Januar 1400 Parteigänger des gestürzten Richard den Aufstand probten, brachten sie u. a. auch Isabelles Aufenthaltsort Sonning unter ihre Kontrolle. Sie teilten der jungen Ex-Königin das ihr bislang verheimlichte Schicksal ihres Gemahls mit und machten ihr Hoffnungen auf seine Befreiung, versuchten aber offenbar nicht, sie mit sich fortzuführen. Bald wurde die Revolte niedergeschlagen und die Anführer der Rebellen teils gelyncht, teils auf dem Schafott hingerichtet. Im darauffolgenden Monat kam Richard in seinem Gefängnis im Pontefract Castle ums Leben; wahrscheinlich war er auf Befehl Heinrichs IV. ermordet worden. Isabelle musste in die Burg von Havering-atte-Bower in Essex ziehen und stand nun unter schärferer Bewachung. Der Tod ihres Gemahls wurde ihr längere Zeit verschwiegen.
Nun verlangte die französische Regierung, dass Isabelle heimkehren dürfe sowie dass die bis dahin überwiesenen Raten ihrer Mitgift rückerstattet werden sollten, abgesehen von den 1396 sofort ausbezahlten 300.000 Goldfrancs. Der englische König war zur Erfüllung der letztgenannten Forderung nicht in der Lage und erinnerte seinerseits daran, dass der französische König Johann II. der Gute 1356 nach einer Niederlage in englische Gefangenschaft geraten und das Lösegeld für seine Freilassung nicht entrichtet worden war. Auf diesen Betrag erhob Heinrich IV. nun als Antwort auf das Begehren nach Rückzahlung von Isabelles Mitgift Anspruch. Er verschleppte in der Folge zwar die Verhandlungen, wagte aber nicht, die Wünsche Frankreichs völlig zu ignorieren.
Schließlich stimmte Heinrich IV. in einem am 27. Mai 1401 in Leulinghen unterzeichneten Vertrag zu, dass Isabelle England wieder verlassen durfte. Sie erhielt die Erlaubnis, ihre Edelsteine mitzunehmen, während die Rückerstattung ihrer Mitgift auf eine spätere Zeit verschoben wurde. Dieses Geld sollte König Karl VI. trotz späterer wiederholter Aufforderungen nie erhalten. Thomas Percy, 1. Earl of Worcester geleitete Isabelle am 27. Juni nach Winchester, doch in Gegenwart König Heinrichs IV. trat die schwarzgekleidete junge Ex-Königin, die nie etwas von ihrer Verheiratung mit dem Sohn des Nachfolgers ihres Gatten, Heinrich (V.), hatte wissen wollen, nur schweigsam und mürrisch auf. Am nächsten Tag machte sie sich auf den Weg nach Dover, wo sie nach einem einmonatigen Aufenthalt am 28. Juli nach Frankreich übersetzte. Drei Tage später wurde sie in Leulinghen nach ihrem tränenreichen Abschied von ihren englischen Hofdamen vom Grafen Walram III. von Saint-Pol aus der bisherigen Obhut des Earl von Worcester in Empfang genommen. Auf dem Weg nach Paris wurde sie in allen Städten mit Jubel begrüßt und nach ihrer Ankunft in der Hauptstadt der Fürsorge ihrer Mutter anvertraut. Sie soll aber nie mehr glücklich gewesen sein. In England gab es in den nächsten Jahren Gerüchte, dass Richard II. entfliehen habe können, versteckt lebe und bei günstiger Gelegenheit seine Rückkehr versuchen werde. Ein sich in Schottland aufhaltender Betrüger, der sich für Richard ausgab, hoffte allerdings vergeblich auf Unterstützung von Seiten der Anhänger Isabelles.

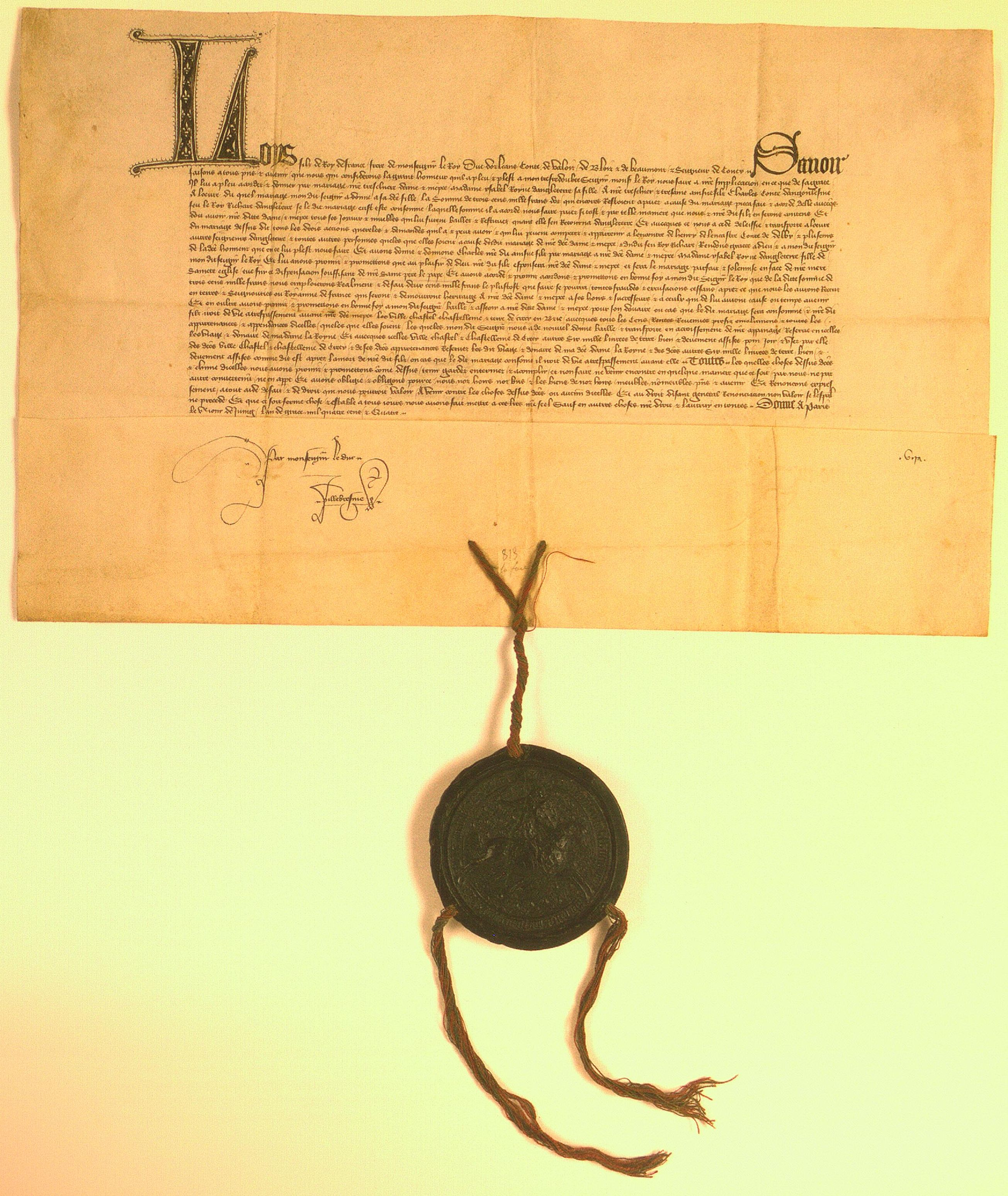
Die Urkunde des Herzogs Ludwig von Orléans vom 5. Juni 1404 betreffend die Konditionen der Heirat Isabelles mit seinem Sohn Karl. Paris, Archives nationales, J 359, Nr. 26

### Zweite Ehe und Tod
Am 4. Juni 1404 wurde Isabelle mit ihrem fünf Jahre jüngeren, also erst neunjährigen Cousin, Graf Charles von Angoulême, verlobt. Dieser war der älteste Sohn des Herzogs Ludwig von Orléans und dessen Gattin Valentina Visconti. Von ihrem Schwiegervater erhielt sie jährlich 6000 Pfund und die Einkünfte der Burgvogtei Crecy-en-Brie. Ein erneuter Vorschlag des englischen Königs, sie mit seinem Sohn Heinrich (V.) zu vermählen, stieß auf Ablehnung; stattdessen wurde sie am 29. Juni 1406 zu Compiègne in zweiter Ehe mit ihrem bisherigen Verlobten Charles von Angoulême verheiratet. Sie soll darüber aber nicht erfreut gewesen sein und laut dem französischen Historiker und Bischof Jean Juvénal des Ursins bei der Hochzeitszeremonie geweint haben.
Ludwig von Orléans wurde am 23. November 1407 im Auftrag seines mit ihm um die Macht ringenden politischen Gegners, des burgundischen Herzogs Johann Ohnefurcht, ermordet. Isabelle, die nun zur Herzogin von Orléans aufstieg, begleitete im September 1408 ihren Gatten und ihre Schwiegermutter nach Paris an den Hof Karls VI., um vom König die Bestrafung der Mörder ihres Schwiegervaters zu erbitten.
Nachdem Isabelle im Dezember 1408 auch ihre Schwiegermutter Valentina Visconti verloren hatte, starb sie selbst am 13. September 1409 im Alter von nur 19 Jahren wenige Stunden nach der Geburt ihrer einzigen Tochter Johanna im Kindbett. Ihr Gemahl Charles d’Orléans, der später ein berühmter französischer Dichter werden und nach seiner Gefangennahme während der Schlacht von Azincourt (1415) 25 Jahre in englischer Kriegsgefangenschaft leben sollte, drückte seine Trauer in ergreifenden Versen aus. Isabelle wurde in der Kapelle Nôtre Dame des Bonnes Nouvelles der Abtei Saint-Laumer (heute die Kirche Saint-Nicolas) in Blois beigesetzt. 1624 erfolgte die Überführung ihres Leichnams in die Begräbnisstätte der Dynastie Orléans, die Kirche der Cölestiner zu Paris.
Isabelles Tochter Johanna heiratete 1424 den Herzog Johann II. von Alençon, Sohn von Isabelles erstem Verlobten Johann I. von Alençon, starb aber kinderlos und ebenfalls sehr jung bereits im Jahr 1432.

## Vorfahren
| Johann II. | Johann II. | Johann II. | Johann II. | Johann II. | Johann II. |         |         | Jutta von Luxemburg | Jutta von Luxemburg | Jutta von Luxemburg | Jutta von Luxemburg | Jutta von Luxemburg | Jutta von Luxemburg |          |          | Peter I. von Bourbon | Peter I. von Bourbon | Peter I. von Bourbon | Peter I. von Bourbon | Peter I. von Bourbon | Peter I. von Bourbon |                     |                     | Isabelle de Valois  | Isabelle de Valois  | Isabelle de Valois | Isabelle de Valois | Isabelle de Valois | Isabelle de Valois |  |  | Stephan mit der Hafte | Stephan mit der Hafte | Stephan mit der Hafte | Stephan mit der Hafte | Stephan mit der Hafte | Stephan mit der Hafte |              |              | Elisabeth von Sizilien | Elisabeth von Sizilien | Elisabeth von Sizilien | Elisabeth von Sizilien | Elisabeth von Sizilien          | Elisabeth von Sizilien          |                                 |                                 | Bernabò Visconti                | Bernabò Visconti                | Bernabò Visconti | Bernabò Visconti | Bernabò Visconti | Bernabò Visconti |                 |                 | Beatrice Regina della Scala | Beatrice Regina della Scala | Beatrice Regina della Scala | Beatrice Regina della Scala | Beatrice Regina della Scala | Beatrice Regina della Scala |
| Johann II. | Johann II. | Johann II. | Johann II. | Johann II. | Johann II. |         |         | Jutta von Luxemburg | Jutta von Luxemburg | Jutta von Luxemburg | Jutta von Luxemburg | Jutta von Luxemburg | Jutta von Luxemburg |          |          | Peter I. von Bourbon | Peter I. von Bourbon | Peter I. von Bourbon | Peter I. von Bourbon | Peter I. von Bourbon | Peter I. von Bourbon |                     |                     | Isabelle de Valois  | Isabelle de Valois  | Isabelle de Valois | Isabelle de Valois | Isabelle de Valois | Isabelle de Valois |  |  | Stephan mit der Hafte | Stephan mit der Hafte | Stephan mit der Hafte | Stephan mit der Hafte | Stephan mit der Hafte | Stephan mit der Hafte |              |              | Elisabeth von Sizilien | Elisabeth von Sizilien | Elisabeth von Sizilien | Elisabeth von Sizilien | Elisabeth von Sizilien          | Elisabeth von Sizilien          |                                 |                                 | Bernabò Visconti                | Bernabò Visconti                | Bernabò Visconti | Bernabò Visconti | Bernabò Visconti | Bernabò Visconti |                 |                 | Beatrice Regina della Scala | Beatrice Regina della Scala | Beatrice Regina della Scala | Beatrice Regina della Scala | Beatrice Regina della Scala | Beatrice Regina della Scala |
|            |            |            |            |            |            |         |         |                     |                     |                     |                     |                     |                     |          |          |                      |                      |                      |                      |                      |                      |                     |                     |                     |                     |                    |                    |                    |                    |  |  |                       |                       |                       |                       |                       |                       |              |              |                        |                        |                        |                        |                                 |                                 |                                 |                                 |                                 |                                 |                  |                  |                  |                  |                 |                 |                             |                             |                             |                             |                             |                             |
|            |            |            |            | Karl V.    | Karl V.    | Karl V. | Karl V. | Karl V.             | Karl V.             |                     |                     |                     |                     |          |          |                      |                      |                      |                      | Johanna von Bourbon  | Johanna von Bourbon  | Johanna von Bourbon | Johanna von Bourbon | Johanna von Bourbon | Johanna von Bourbon |                    |                    |                    |                    |  |  |                       |                       |                       |                       | Stephan III.          | Stephan III.          | Stephan III. | Stephan III. | Stephan III.           | Stephan III.           |                        |                        |                                 |                                 |                                 |                                 |                                 |                                 |                  |                  | Taddea Visconti  | Taddea Visconti  | Taddea Visconti | Taddea Visconti | Taddea Visconti             | Taddea Visconti             |                             |                             |                             |                             |
|            |            |            |            | Karl V.    | Karl V.    | Karl V. | Karl V. | Karl V.             | Karl V.             |                     |                     |                     |                     |          |          |                      |                      |                      |                      | Johanna von Bourbon  | Johanna von Bourbon  | Johanna von Bourbon | Johanna von Bourbon | Johanna von Bourbon | Johanna von Bourbon |                    |                    |                    |                    |  |  |                       |                       |                       |                       | Stephan III.          | Stephan III.          | Stephan III. | Stephan III. | Stephan III.           | Stephan III.           |                        |                        |                                 |                                 |                                 |                                 |                                 |                                 |                  |                  | Taddea Visconti  | Taddea Visconti  | Taddea Visconti | Taddea Visconti | Taddea Visconti             | Taddea Visconti             |                             |                             |                             |                             |
|            |            |            |            |            |            |         |         |                     |                     |                     |                     |                     |                     |          |          |                      |                      |                      |                      |                      |                      |                     |                     |                     |                     |                    |                    |                    |                    |  |  |                       |                       |                       |                       |                       |                       |              |              |                        |                        |                        |                        |                                 |                                 |                                 |                                 |                                 |                                 |                  |                  |                  |                  |                 |                 |                             |                             |                             |                             |                             |                             |
|            |            |            |            |            |            |         |         |                     |                     |                     |                     | Karl VI.            | Karl VI.            | Karl VI. | Karl VI. | Karl VI.             | Karl VI.             |                      |                      |                      |                      |                     |                     |                     |                     |                    |                    |                    |                    |  |  |                       |                       |                       |                       |                       |                       |              |              |                        |                        |                        |                        | Elisabeth von Bayern-Ingolstadt | Elisabeth von Bayern-Ingolstadt | Elisabeth von Bayern-Ingolstadt | Elisabeth von Bayern-Ingolstadt | Elisabeth von Bayern-Ingolstadt | Elisabeth von Bayern-Ingolstadt |                  |                  |                  |                  |                 |                 |                             |                             |                             |                             |                             |                             |
|            |            |            |            |            |            |         |         |                     |                     |                     |                     | Karl VI.            | Karl VI.            | Karl VI. | Karl VI. | Karl VI.             | Karl VI.             |                      |                      |                      |                      |                     |                     |                     |                     |                    |                    |                    |                    |  |  |                       |                       |                       |                       |                       |                       |              |              |                        |                        |                        |                        | Elisabeth von Bayern-Ingolstadt | Elisabeth von Bayern-Ingolstadt | Elisabeth von Bayern-Ingolstadt | Elisabeth von Bayern-Ingolstadt | Elisabeth von Bayern-Ingolstadt | Elisabeth von Bayern-Ingolstadt |                  |                  |                  |                  |                 |                 |                             |                             |                             |                             |                             |                             |
|            |            |            |            |            |            |         |         |                     |                     |                     |                     |                     |                     |          |          |                      |                      |                      |                      |                      |                      |                     |                     |                     |                     |                    |                    |                    |                    |  |  |                       |                       |                       |                       |                       |                       |              |              |                        |                        |                        |                        |                                 |                                 |                                 |                                 |                                 |                                 |                  |                  |                  |                  |                 |                 |                             |                             |                             |                             |                             |                             |
|            |            |            |            |            |            |         |         |                     |                     |                     |                     |                     |                     |          |          |                      |                      |                      |                      |                      |                      |                     |                     |                     |                     |                    |                    | Isabelle de Valois |                    |  |  |                       |                       |                       |                       |                       |                       |              |              |                        |                        |                        |                        |                                 |                                 |                                 |                                 |                                 |                                 |                  |                  |                  |                  |                 |                 |                             |                             |                             |                             |                             |                             |

## Nachkommen
Mit Graf Charles von Angoulême hatte Isabelle eine Tochter:
- Johanna (* 1409; † 1432), ⚭ mit Johann II. von Alençon